# Harry Hednoff
Harry Robert Kasimir Hednoff, född den 10 juni 1896 i Stockholm, död den 10 november 1982 i Oviken, var en svensk musiker inom jazz, dans- och underhållningsmusik. Hans instrument var främst trombon och saxofon men även cello och oboe.
Hednoff hade en i dåtidens Sverige ovanlig etnisk bakgrund: han var son till en turnerande svart amerikansk sångare i gruppen Fisk Jubilee Singers och en svensk kvinna. Han började sin musikerbana inom militärmusiken (redan som 11-åring ingick han som trumslagare i skeppsgossekåren) samt som biografmusiker. I början av 1920-talet tillhörde han orkestern på Kristallsalongen i Stockholm, för vilken Helge Lindberg 1922 blev ledare. Med denna orkester och under Lindbergs ledning spelade Hednoff i januari 1926 in melodin He's the hottest man in town (Polyphon X.S 40736), och hans trombonsolo på denna inspelning räknas som det första improviserade jazzsolot på skiva i Sverige.
Hednoff lämnade Lindbergs band 1927 för att i stället arbeta för Ernst Rolf och Karl Gerhard. 1931 medverkade han på inspelningar med Karl Wehles dansorkester. Senare ägnade han sig främst åt underhållningsmusik men spelade också i orkestern på många teatrar samt på Kungliga Operan, och hade engagemang i Danmark. Från 1968 var han verksam i Uddevalla Stadsmusikkår. Han hade småroller i två svenska filmer (se nedan).

## Filmografi
- 1923 – Eld ombord
- 1935 – Valborgsmässoafton